# Moussa Doumbouya
Moussa Doumbouya (* 12.  Dezember 1997 in Conakry) ist ein guineischer Fußballspieler. Der Stürmer steht bei den Sportfreunden Lotte unter Vertrag.

## Karriere
Doumbouya machte seine ersten Schritte in der Oberliga Niedersachsen beim MTV Eintracht Celle.  In der Spielzeit 2017/18 gelang ihm in 11 Spielen ein Tor. In der Saison 2018/19 erzielte er in der Landesliga Lüneburg in 29 Partien 34 Tore und stieg mit der Mannschaft direkt wieder auf. Im Sommer 2019 wechselte er in die zweite Mannschaft von Hannover 96. Bei seinem ersten Einsatz in der Regionalliga Nord erzielte er beim 2:0 gegen die SV Drochtersen/Assel ein Tor.
Im Januar 2021 stand Doumbouya das erste Mal im Kader der Profimannschaft von Hannover für das Spiel gegen den 1. FC Nürnberg. Sein Debüt gab er im Februar 2021 am 22. Spieltag. Er wurde im Spiel gegen Fortuna Düsseldorf in der 71. Minute für Valmir Sulejmani eingewechselt. Sein erstes Zweitligator gelang ihm am 23. Spieltag 2021 gegen Greuther Fürth.
Zur Saison 2022/23 wechselte Doumbouya in die 3. Liga zum Absteiger FC Ingolstadt 04. Nach einer Saison dort wechselte er im Juni 2023 zu Rot-Weiss Essen. Zwei Jahre später wechselte er zu den Sportfreunden Lotte.